# Шишкин, Евгений Изотович
Евгений Изотович Шишкин (1925—2018) — советский военный, сотрудник органов государственной безопасности, генерал-майор (1974).

## Биография
Родился 23 февраля 1925 года в городе Бийске Алтайского края в семье рабочего и был седьмым ребёнком.
С 1936 года жил и учился в Гурзуфе Крымской АССР. С началом Великой Отечественной войны эвакуировался в Сибирь, сначала в Новосибирск, а потом в город Белово. Там окончил школу некоторое время проработал учеником токаря на Коломенском патефонном заводе, который был эвакуирован в Белово и выпускал миномёты. В январе 1943 года был призван в РККА.
Сначала учился в Томском артиллерийском училище, с мая 1943 года находился — на курсах военных переводчиков немецкого языка Военного института иностранных языков Красной Армии (находился в эвакуации в Ставрополе-на Волге, ныне Тольятти). По его окончании, в мае 1944 года, Евгений Шишкин был направлен в действующую армию переводчиком 3-й категории. Служил в группе ближней разведки 87-го отдельного Витебского Краснознаменного полка связи 3-го Белорусского фронта. Великую Отечественную войну закончил под Кенигсбергом.
В 1945 году поступил в Военного института иностранных языков Красной Армии (позже — Военный институт Министерства обороны СССР). Окончив его в 1949 года, работал переводчиком в советской части Союзной контрольной комиссии в Австрии. Затем стал сотрудником резидентуры Главного разведывательного управления в Вене. В декабре 1954 году вернулся в Москву, в 1955 году был принят на работу в Комитет госбезопасности СССР. Службу начал в 3-м отделе 1-го главного управления (ПГУ) КГБ при Совете министров СССР на должности младшего оперуполномоченного. С 1957 года находился в загранкомандировке в Вену. Вернувшись в 1960 году в СССР, в этом же году учился на курсах УСО при школе № 101, после чего стал начальником направления 4-го отдела КГБ при Совете министров СССР.
Далее занимал должности в аппарате Уполномоченного КГБ при МГБ ГДР (1963—1967), заместителя начальника 2-го отдела и начальника 4-го отдела ПГУ КГБ при СМ СССР (1967—1971). С 1971 по 1975 год являлся резидентом КГБ в Вене (1971—1975). Вернувшись в 1975 году в ССР, работал заместителем начальника ПГУ КГБ СССР по Европе (1975—1980). Затем в 1980—1989 годах являлся главным резидентом КГБ в Бонне. В 1991 году вышел в отставку.
Умер 23 мая 2018 года в Москве, похоронен на Троекуровском кладбище города.
Был награждён орденами Красного Знамени, Отечественной войны I степени и двумя орденами Красной Звезды, а также многими медалями, в числе которых две медали «За боевые заслуги». Удостоен знака знак «Почётный сотрудник госбезопасности».